# Adanuzam
Adanuzam ((em fon, Adandozan}}) foi um rei do Daomé (atual Benim), tecnicamente o nono, embora não seja contado como um dos doze reis e tenha seu nome largamente apagado da história de Abomei (capital do Daomé) .

## Biografia
Tornou-se rei com a morte de seu pai, Agonglô, em 1797. Seus símbolos eram um babuíno com uma espiga de milho na mão (uma referência pouco lisonjeira ao seu inimigo, o rei de Oió) e um grande guarda-sol (o rei ofusca seus inimigos) . Esses símbolos não estão incluídos nos Apliqués de Abomei, pelas mesmas razões de sua exclusão da história de Abomei .
As histórias tradicionais sobre o governo de 	Adanuzam (que são recontadas, com algumas mudanças de nomes, no romance "The Viceroy of Ouidah", de Bruce Chatwin) retratam-no como extremamente cruel: diz-se que ele atirava pessoas vivas às hienas por puro divertimento e teria aberto o ventre de uma mulher grávida por ter apostado que era capaz de prever o sexo do feto. 
Adanuzam também é retratado como incompetente - como comandante e guerreiro - e como um traidor da família real, pois teria vendido sua madrasta, a rainha Nã Agontimé, aos traficantes de escravos. Gapê, que já havia fingido problemas mentais para evitar atrair a atenção do irmão, fugiu para o exílio. Pesquisas realizadas por Pierre Verger sugerem que Nã Agontimé teria sido enviada como escrava a São Luís do Maranhão - onde foi renomeada como Maria Jesuína - e seria a fundadora da célebre Casa das Minas . Após destronar Adanuzam, Gapê organizou uma embaixada às Américas para procurar sua mãe, sem sucesso . Descrito como irremediavelmente louco, Adanuzam lutava insensatamente com as potências europeias. Ele recusou-se a pagar Francisco Félix de Sousa, um brasileiro que havia se tornado o maior traficante de escravos de Uidá, por serviços prestados a ele. Após prender e torturar Francisco, Adanuzam tentou com que seus próprios ministros se encarregassem de negociar escravos.
Voltando secretamente do exílio, Gapê ajudou na fuga de Francisco. Em contrapartida, Francisco ajudou Gapê a organizar uma força militar e assumir o trono com o apoio do aterrorizado conselho de ministros. Gapê aprisionou Adanuzam em seguida.
Arquivos históricos possuem um grande número de cartas que Adanuzam enviou a vários mandatários estrangeiros, especialmente aos reis e outras autoridades de Portugal, que haviam fugido para o Brasil após a invasão das tropas de Napoleão Bonaparte. Nessas cartas, Adanuzam descreve importantes campanhas militares (vitoriosas, segundo seus relatos), bem como suas negociações com os europeus. Algumas dessas cartas foram publicadas por Pierre Verger em 1960 . Um grande arquivo encontrado no Instituto Histórico e Geográfico Brasileiro, no Rio de Janeiro, permanece inédito.

## Nota
- Este artigo foi inicialmente traduzido, total ou parcialmente, do artigo da Wikipédia em inglês cujo título é «Adandozan», especificamente desta versão.